# Monarchs Ząbki
I Monarchs Ząbki sono stati una squadra di football americano di Ząbki, in Polonia. Sono nati nel 2018 in seguito alla fusione dei Crusaders Warszawa (fondati nel 2012) con i Warsaw Dukes (fondati nel 2014); giocano in Topliga, il massimo livello del campionato polacco. Nel 2019 si sono sciolti, in seguito alla rifondazione dei Dukes.

## Dettaglio stagioni

### Tornei nazionali

#### Campionato

##### Topliga
| Stagione | regular season | regular season | regular season | regular season | regular season | regular season | playoff | playoff | playoff | playoff | playoff | playoff    | playoff      |
|          | Vin            | Par            | Per            | Tot            | PF             | PS             | Vin     | Per     | Tot     | PF      | PS      | risultato  | avversaria   |
| -------- | -------------- | -------------- | -------------- | -------------- | -------------- | -------------- | ------- | ------- | ------- | ------- | ------- | ---------- | ------------ |
| 2018     | 2              | 0              | 4              | 6              | 93             | 150            | 1       | 1       | 2       | 50      | 41      | Semifinale | Kozły Poznań |
| Totale   | 2              | 0              | 4              | 6              | 93             | 150            | 1       | 1       | 2       | 50      | 41      |            |              |

Fonti: Enciclopedia del Football - A cura di Roberto Mezzetti

##### PLFA I
| Stagione | regular season | regular season | regular season | regular season | regular season | regular season | playoff | playoff | playoff | playoff | playoff | playoff    | playoff       |
|          | Vin            | Par            | Per            | Tot            | PF             | PS             | Vin     | Per     | Tot     | PF      | PS      | risultato  | avversaria    |
| -------- | -------------- | -------------- | -------------- | -------------- | -------------- | -------------- | ------- | ------- | ------- | ------- | ------- | ---------- | ------------- |
| 2015     | 3              | 0              | 3              | 6              | 116            | 199            | 0       | 1       | 1       | 13      | 42      | Retrocessi | Gliwice Lions |
| Totale   | 3              | 0              | 3              | 6              | 116            | 199            | 0       | 1       | 1       | 13      | 42      |            |               |

Fonti: Enciclopedia del Football - A cura di Roberto Mezzetti

##### PLFA II
| Stagione | regular season | regular season | regular season | regular season | regular season | regular season | playoff | playoff | playoff | playoff | playoff | playoff                   | playoff         |
|          | Vin            | Par            | Per            | Tot            | PF             | PS             | Vin     | Per     | Tot     | PF      | PS      | risultato                 | avversaria      |
| -------- | -------------- | -------------- | -------------- | -------------- | -------------- | -------------- | ------- | ------- | ------- | ------- | ------- | ------------------------- | --------------- |
| 2013     | 1              | 0              | 5              | 6              | 93             | 196            | -       | -       | -       | -       | -       | -                         | -               |
| 2014     | 5              | 0              | 1              | 6              | 113            | 53             | 1       | 1       | 2       | 35      | 39      | Quarti di finale/Promossi | Gliwice Lions   |
| 2016     | 2              | 0              | 4              | 6              | 83             | 190            | -       | -       | -       | -       | -       | -                         | -               |
| 2017     | 6              | 0              | 1              | 7              | 358            | 77             | 1       | 1       | 2       | 61      | 44      | Semifinale                | Patrioci Poznań |
| Totale   | 14             | 0              | 11             | 25             | 647            | 516            | 2       | 2       | 4       | 96      | 83      |                           |                 |

Fonti: Enciclopedia del Football - A cura di Roberto Mezzetti

##### PLFA8
| Stagione | regular season | regular season | regular season | regular season | regular season | regular season | playoff | playoff | playoff | playoff | playoff | playoff                     | playoff           |
|          | Vin            | Par            | Per            | Tot            | PF             | PS             | Vin     | Per     | Tot     | PF      | PS      | risultato                   | avversaria        |
| -------- | -------------- | -------------- | -------------- | -------------- | -------------- | -------------- | ------- | ------- | ------- | ------- | ------- | --------------------------- | ----------------- |
| 2013     | 3              | 0              | 1              | 4              | 96             | 62             | 0       | 2       | 2       | 40      | 36      | Torneo dei quarti di finale | Sabercats Sopot B |
| 2014     | 0              | 1              | 3              | 4              | 24             | 84             | -       | -       | -       | -       | -       | -                           | -                 |
| 2015     | 2              | 0              | 2              | 4              | 57             | 45             | -       | -       | -       | -       | -       | -                           | -                 |
| 2016     | 2              | 0              | 2              | 4              | 32             | 88             | -       | -       | -       | -       | -       | -                           | -                 |
| 2017     | 0              | 0              | 4              | 4              | 12             | 106            | -       | -       | -       | -       | -       | -                           | -                 |
| 2018     | 0              | 0              | 4              | 4              | 30             | 134            | -       | -       | -       | -       | -       | -                           | -                 |
| Totale   | 7              | 1              | 16             | 24             | 251            | 519            | 0       | 2       | 2       | 40      | 36      |                             |                   |

Fonti: Enciclopedia del Football - A cura di Roberto Mezzetti

### Riepilogo fasi finali disputate
| Anno            | Luogo    | Evento  | Fase del torneo         | Incontro                             | Risultato |
| 25 ottobre 2015 | Piastów  | PLFA I  | Spareggio retrocessione | Crusaders Warszawa - Gliwice Lions   | 13 - 42   |
| 1º ottobre 2017 | Varsavia | PLFA II | Semifinale              | Crusaders Warszawa - Patrioci Poznań | 20 - 44   |
| 1º luglio 2018  | Poznań   | Topliga | Semifinale              | Kozły Poznań - Monarchs Ząbki        | 35 - 15   |